# Elektreet
Een elektreet, electreet of elektret is het elektrische analogon van een permanente magneet. Een elektreet bestaat uit een isolator die aan twee tegenoverelkaar liggende zijden permanent elektrisch geladen is. De twee kanten hebben daarbij een tegengestelde lading, zodat de totale lading van het materiaal nul is.
De naam 'elektreet' is bedacht door Oliver Heaviside, die de mogelijkheid van het bestaan ervan theoretisch voorspelde.
Elektreets werden in de eerste helft van de jaren 1920-30 door de Japanner Eguchi op basis van dielektrica gemaakt. Hiertoe werd een mengsel van gelijke delen carnaubawas en hars gesmolten en blootgesteld aan een elektrisch veld, waardoor de moleculen van een elektrisch dipoolmoment worden voorzien. Na afkoeling hardt de stof uit waarbij de beweeglijkheid van de moleculen sterk vermindert, terwijl het dipoolmoment aanwezig blijft.
Vanaf de jaren '60 werden elektreets op basis van ferroelektrica ontwikkeld.
Elektreets worden onder andere toegepast in elektretmicrofoons en dito luidspreker, alsook bij de constructie van luchtfilters.